# فرانسوی‌ها از نگاه …
فرانسوی‌ها از نگاهِ … (فرانسوی: Les Français vus par...‎) مجموعه ای از ۵ فیلم کوتاه است که توسط ۵ کارگردان نامدار ساخته شد. این پروژه توسط روزنامه فیگارو به عنوان بخشی از جشن دهمین سالگرد انتشار مجله‌اش در سال ۱۹۸۸ راه‌اندازی و حمایت مالی شد.
کارگردانان و فیلم‌های آنان به شرح زیر است:
- ورنر هرتسوک - گُل‌ها
- دیوید لینچ - کابوی و مرد فرانسوی
- آندری وایدا - پروست علیه انحطاط
- لوئیجی کومنچینی - زائر اژن
- ژان-لوک گدار - سخن آخر